# Atelopus oxyrhynchus
Espèce
Statut de conservation UICN

 CR A2ace : 
En danger critique
Atelopus oxyrhynchus est une espèce d'amphibiens de la famille des Bufonidae.

## Répartition
Cette espèce est endémique de l'État de Mérida au Venezuela. Elle se rencontre à proximité de la ville de Mérida entre 2 100 et 3 500 m d'altitude dans les forêts de nuages de la cordillère de Mérida.

## Publication originale
- Boulenger, 1903 : Descriptions of new batrachians in the British Museum. Annals and Magazine of Natural History, ser. 7, vol. 12, p. 552-557 (texte intégral).